# Vironchaux
Vironchaux és un municipi francès situat al departament del Somme i a la regió dels Alts de França. L'any 2007 tenia 433 habitants.

## Demografia

### Població

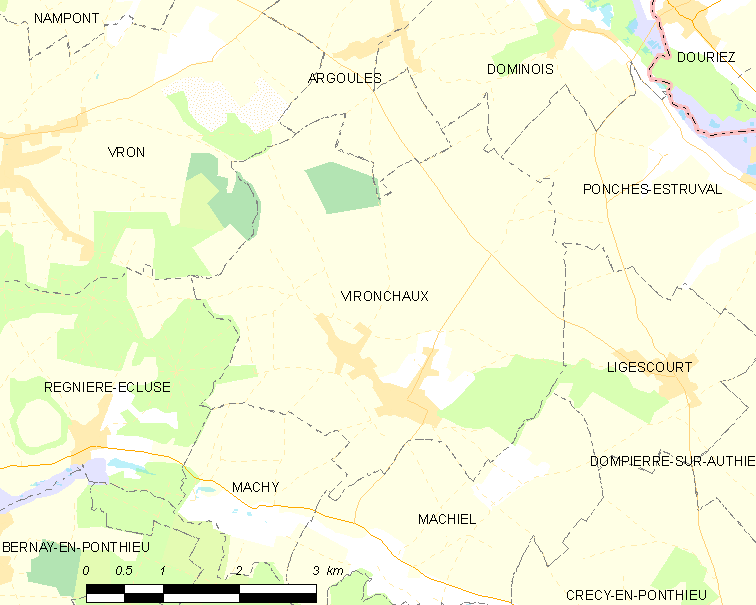

El 2007 la població de fet de Vironchaux era de 433 persones. Hi havia 175 famílies de les quals 34 eren unipersonals (17 homes vivint sols i 17 dones vivint soles), 62 parelles sense fills, 62 parelles amb fills i 17 famílies monoparentals amb fills.
La població ha evolucionat segons el següent gràfic:
Habitants censats

### Habitatges

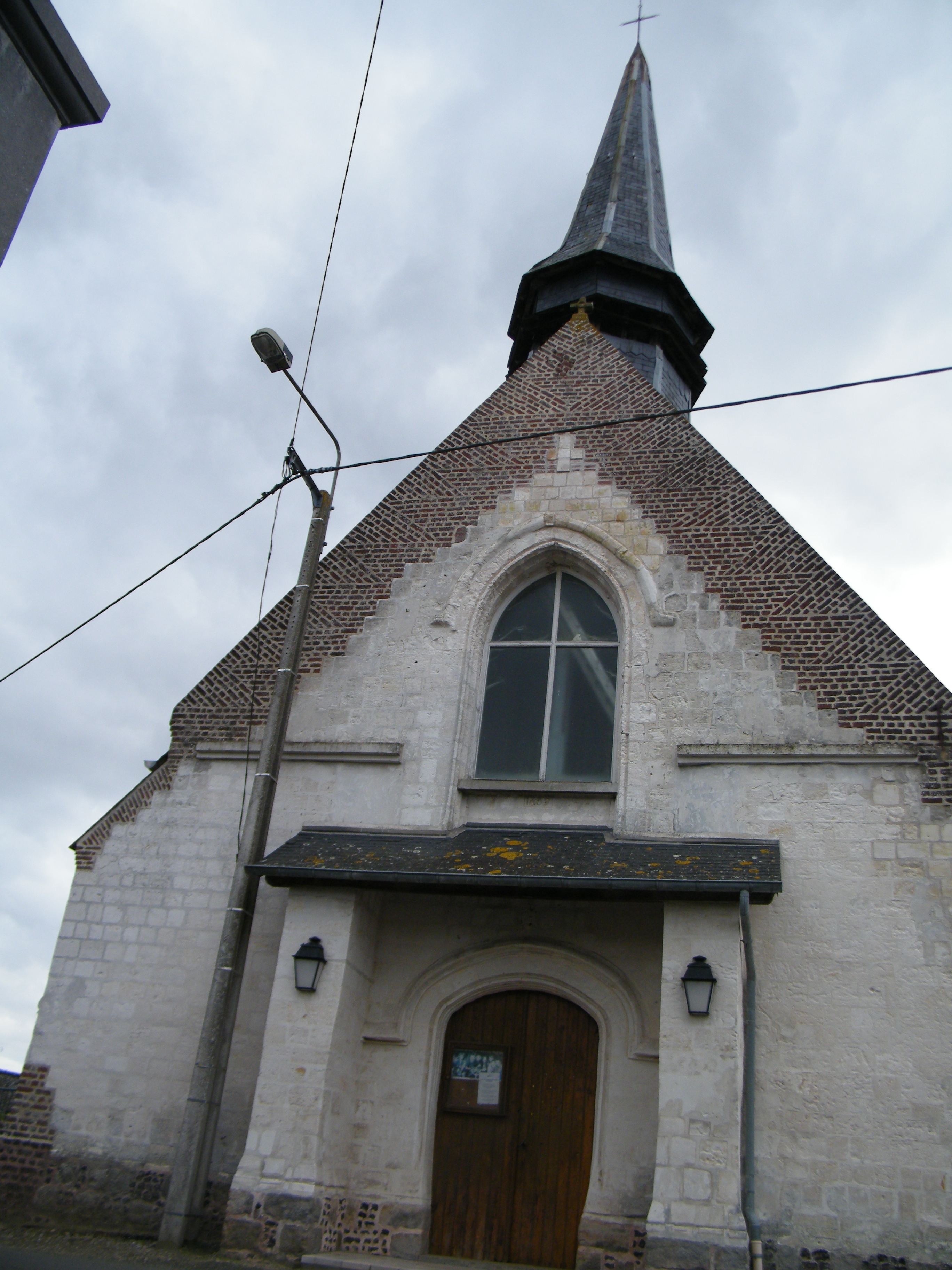

El 2007 hi havia 222 habitatges, 174 eren l'habitatge principal de la família, 35 eren segones residències i 13 estaven desocupats. 213 eren cases i 5 eren apartaments. Dels 174 habitatges principals, 142 estaven ocupats pels seus propietaris, 26 estaven llogats i ocupats pels llogaters i 5 estaven cedits a títol gratuït; 4 tenien dues cambres, 29 en tenien tres, 46 en tenien quatre i 95 en tenien cinc o més. 131 habitatges disposaven pel capbaix d'una plaça de pàrquing. A 72 habitatges hi havia un automòbil i a 85 n'hi havia dos o més.

### Piràmide de població

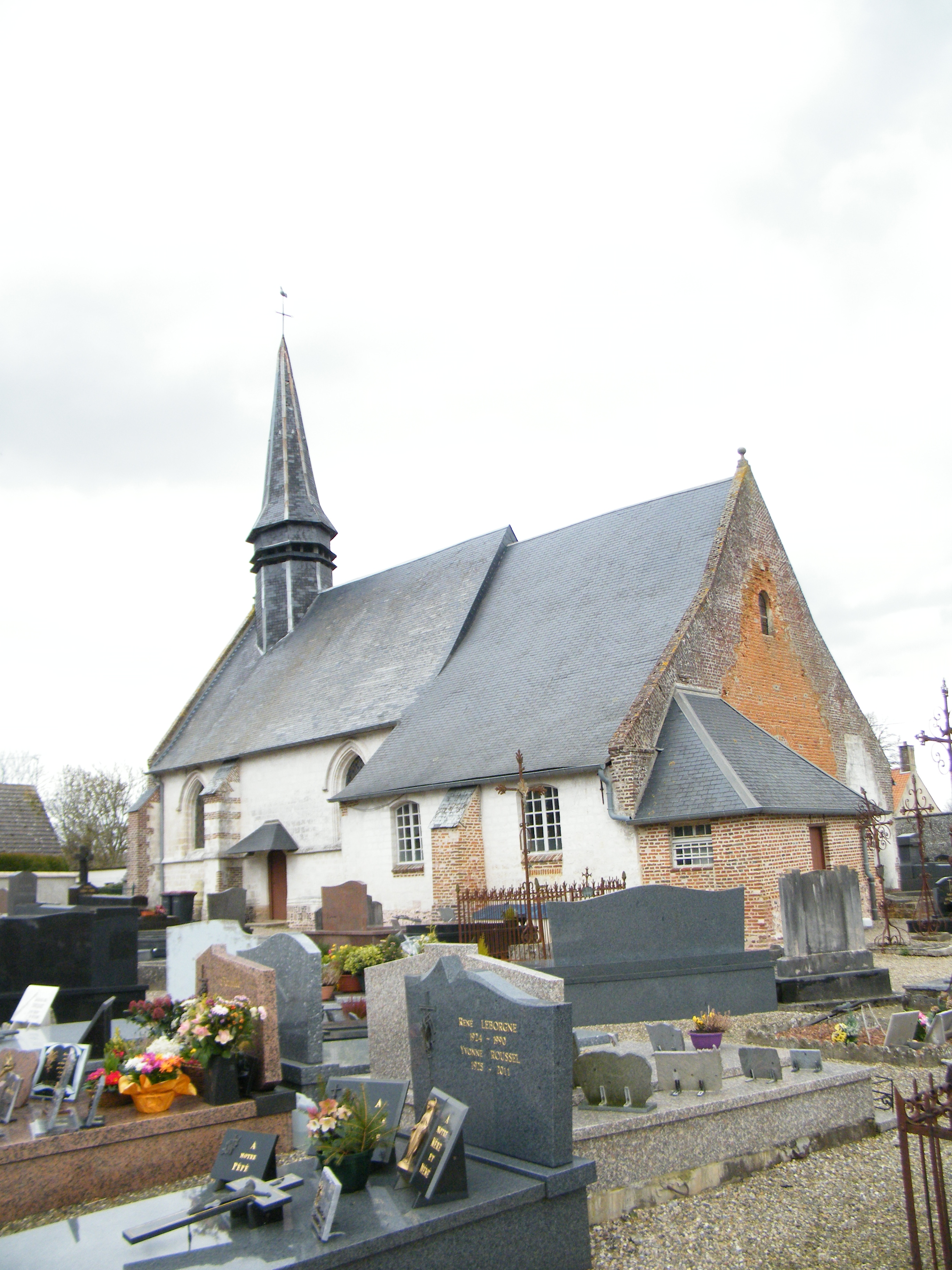

La piràmide de població per edats i sexe el 2009 era:
| Homes | Edats   | Dones |
| ----- | ------- | ----- |
| 0     | 95 o +  | 0     |
| 0     | 90 a 94 | 0     |
| 0     | 85 a 89 | 4     |
| 0     | 80 a 84 | 0     |
| 12    | 75 a 79 | 8     |
| 8     | 70 a 74 | 16    |
| 12    | 65 a 69 | 4     |
| 20    | 60 a 64 | 12    |
| 24    | 55 a 59 | 24    |
| 12    | 50 a 54 | 24    |
| 4     | 45 a 49 | 8     |
| 16    | 40 a 44 | 20    |
| 8     | 35 a 39 | 4     |
| 28    | 30 a 34 | 16    |
| 4     | 25 a 29 | 12    |
| 12    | 20 a 24 | 0     |
| 16    | 15 a 19 | 4     |
| 4     | 10 a 14 | 4     |
| 12    | 5 a 9   | 16    |
| 8     | 0 a 4   | 16    |

## Economia

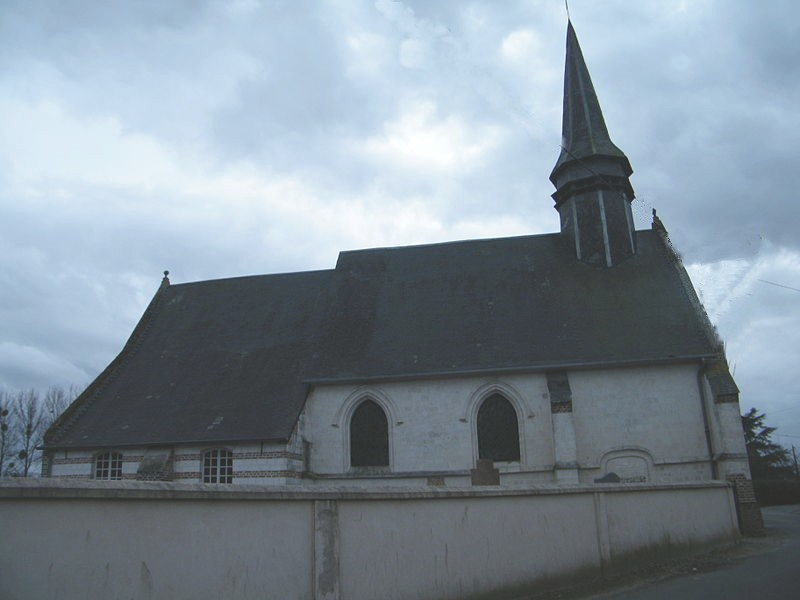

El 2007 la població en edat de treballar era de 271 persones, 191 eren actives i 80 eren inactives. De les 191 persones actives 175 estaven ocupades (96 homes i 79 dones) i 16 estaven aturades (8 homes i 8 dones). De les 80 persones inactives 39 estaven jubilades, 14 estaven estudiant i 27 estaven classificades com a «altres inactius».

### Ingressos
El 2009 a Vironchaux hi havia 171 unitats fiscals que integraven 418 persones, la mediana anual d'ingressos fiscals per persona era de 15.874,5 €.

### Activitats econòmiques

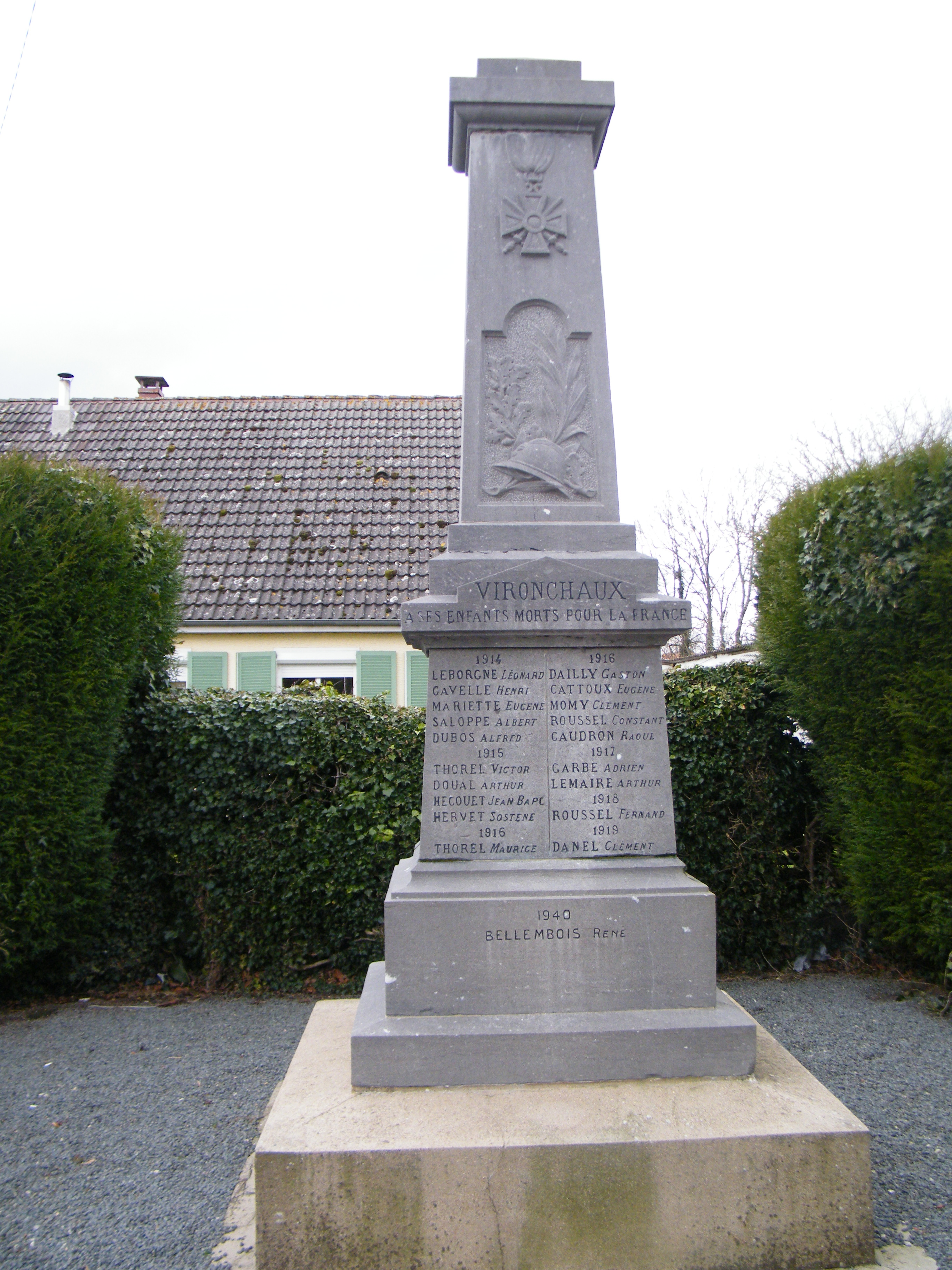

Dels 10 establiments que hi havia el 2007, 1 era d'una empresa extractiva, 1 d'una empresa de fabricació d'altres productes industrials, 1 d'una empresa de construcció, 3 d'empreses de comerç i reparació d'automòbils, 2 d'empreses d'hostatgeria i restauració, 1 d'una empresa de serveis i 1 d'una entitat de l'administració pública.
L'únic servei als particulars que hi havia el 2009 era un electricista.
L'any 2000 a Vironchaux hi havia 19 explotacions agrícoles que ocupaven un total de 1.755 hectàrees.

## Equipaments sanitaris i escolars
El 2009 hi havia una escola elemental.

## Poblacions més properes

El següent diagrama mostra les poblacions més properes.